# Ibrica Jusić

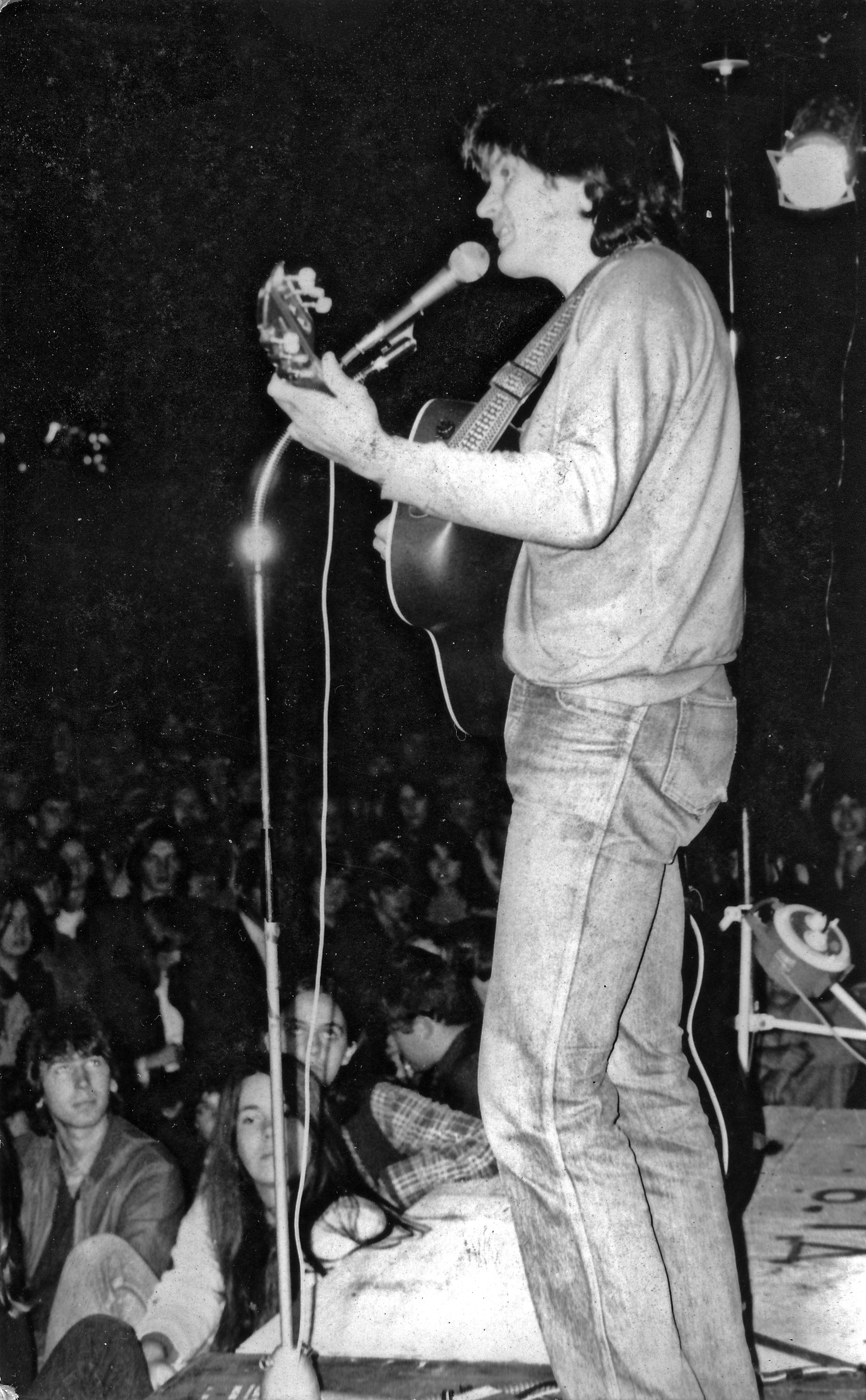
Ibrica Jusić (1981)

Ibrica Jusić (* 15. Dezember 1944 in Dubrovnik) ist ein kroatischer Liedermacher und Musiker im Bereich Folk und Sevdalinka.

## Leben und Karriere
Ibrica Jusić, eigentlich Ibrahim Jusić, entstammt einer bosnischen Familie. Sein Bruder Đelo Jusić war der spätere Leader der jugoslawischen Band Dubrovački Trubaduri.
Ibrica Jusić begann seine musikalische Karriere 1965 in Zagreb, wo er 1968 mit dem Lied Celuloidni pajac den ersten Preis beim Zagreb Festival gewann. Danach lebte er einige Jahre in Paris und erhielt 1974 einen Plattenvertrag bei Jugoton. Neben Projekten in Jugoslawien trat er auch international in Erscheinung, komponierte Schauspielmusiken und war u. a. im Sydney Opera House und in der Carnegie Hall zu sehen. 1980 kehrte er nach Frankreich zurück, wo er eine französischsprachige Platte veröffentlichte und im Fernsehen auftrat. In der zweiten Hälfte der 1980er Jahre lebte Jusić in Schweden, ehe er 1991 nach Kroatien zurückkehrte.
Nach der Jahrtausendwende veröffentlichte er traditionelle bosnische Lieder in der Tradition der Sevdalinka mit modernem Arrangement. Er wurde 2004 zum Montreux Jazz Festival eingeladen und spielte im selben Jahr beim Etno World Festival in Oslo.

## Diskografie
Die Musik von Ibrica Jusić weist Einflüsse der italienischen, französischen, kroatischen und bosnischen Musik auf. Das Album Hazader von 2001 besteht aus Liedern von Leonard Cohen.

### Studioalben
- 1975: Skaline od sudbine
- 1976: Nostromo
- 1977: Emina
- 1978: Ne dajte da vas zavedu
- 1980: Čovjek bez kafića
- 1981: Ibrica
- 1983: Ibrica Jusić + Pas soba 501 osoba dvije
- 1985: La vie
- 1988: Hodaju ljudi
- 1994: Retrospektiva
- 1998: Dan prije
- 1999: Hazarder (A Tribute to Leonard Cohen)
- 2003: Amanet
- 2006: Kavana Mediteran
- 2008: Amanet 2

### Kompilationen
- 1973: Ibrica Jusić

### Singles (Auswahl)
- 1969: To su djeca / Človek ki ga ni (mit Majda Sepe)
- 1969: Još uvijek ne znam neke važne stvari / Mala kavana
- 1970: Mačka
- 1970: Nemoj ići
- 1971: Zašto san sritan / Leila
- 1974: Kutija koja pokazuje kakvo će biti vrijeme / Svi smo mi jedno...
- 1974: Bezimenoj / Pjesma o ruži
- 1978: Emina / Na trgu ispod sata
- 1980: Šalom Sara / U svakom slučaju te volim
- 2004: Još samo ovaj put